# Bateria umywalkowa

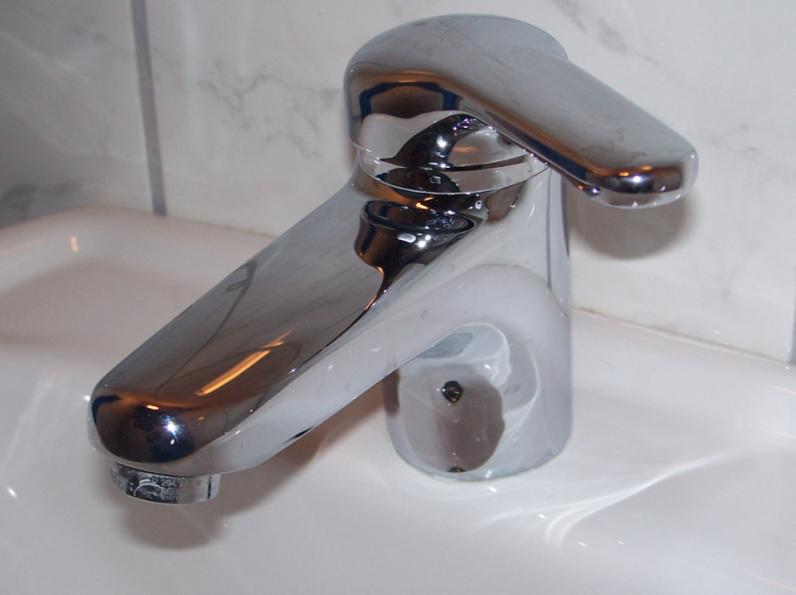
Bateria umywalkowa sztorcowa

Bateria umywalkowa – rodzaj baterii wodociągowej służący do zasilania w wodę bieżącą umywalki. Z uwagi na sposób montażu, baterie umywalkowe można podzielić na: montowane na powierzchni odkładczej umywalki (bateria sztorcowa), montowane obok umywalki na blacie (bateria sztorcowa - wysoka) lub na ścianie w pobliżu umywalki (bateria ścienna) do baterii umywalkowych stosuje się wszystkie podziały jak w przypadku "baterii wodociągowych".